# Caribisch Netwerk
Caribisch Netwerk is een onafhankelijke online nieuwsvoorziening van de Nederlandse Publieke Omroep door de taakomroep NTR. Het platform richt zich op de zes Caribische eilanden van het Koninkrijk der Nederlanden. De redactie maakt nieuwsverhalen, radio- en videoreportages over Aruba, Bonaire, Curaçao, Saba, Sint-Eustatius, Sint-Maarten, politiek Den Haag en de Caribische gemeenschap in Nederland. 

## Geschiedenis
De publieke taakomroep NTR heeft het nieuwsplatform in 2013 opgericht nadat de Wereldomroep eind 2012 door bezuinigingen gedwongen werd te stoppen met journalistiek over het Caribisch gebied. Caribisch Netwerk is de enige niet-commerciële nieuwsvoorziening voor de Caribische eilanden. De commerciële kranten, radio en tv-stations op de eilanden en in Suriname nemen vaak de gepubliceerde artikelen, radio- en videoreportages integraal over.

## Redactie
De online nieuwsvoorziening wordt gemaakt door de onafhankelijke taakomroep NTR in Hilversum. Kenmerkend voor Caribisch Netwerk is dat de redactie vaak inwoners en Caribische experts opvoeren in de publicaties. De redactie bestaat uit redacteuren van de NTR in Nederland en verschillende (freelance) correspondenten op de Caribische eilanden. De redactie werkt ook mee aan programma’s voor radio en tv van de Nederlandse publieke omroep.

### Online
De redactie van Caribisch Netwerk publiceert voornamelijk online via de officiële website, en via sociale mediakanalen.

### Televisie
- Het programma ‘Expeditie Nederland’ van omroep Max op NPO 2 wordt mede gemaakt door Caribisch Netwerk en twaalf andere regionale omroepen.
- Caribisch Netwerk werkte samen met de NOS aan de benefiet-uitzending ‘Nederland Helpt Sint-Maarten’ die ruim 13 miljoen euro opbracht voor noodhulp na orkaan Irma.
- De redactie maakte voor de NTR de driedelige documentaire 'Caribisch Nederland, drie jaar later' over de eilanden Bonaire, Saba en Sint-Eustatius die de voormalige Nederlandse Antillen verlieten en op 10 oktober 2010 een bijzondere gemeente van Nederland werden.

### Radio
- De podcast ‘De Vergeten Klimaatcrisis’ voor NPO Radio 1: radiomarker en journalist John Samson maakte samen met de redactie van Caribisch Netwerk een radioserie over klimaatverandering op de zes Nederlands-Caribische eilanden.
- De podcast ‘Koninkrijkskwesties' voor NPO Radio 1 over gevoelige kwesties binnen de Caribische gemeenschap.
- De NTR liet hun radioprogramma’s Hilversum Uit en Kwesties nauw samenwerken met de redactie van Caribisch Netwerk om op die manier structureel meer Caribische gasten en Caribische onderwerpen die onderbelicht zijn op NPO Radio 1 te laten horen.
- Het radioprogramma Dichtbij Nederland op NPO Radio 5 zond elke week radioreportages van Caribisch Netwerk uit.

## Trivia
- BNNVara-presentator Natasja Gibbs van De Nieuws BV (NPO Radio 1) en Op1 (NPO 1) werkte jarenlang als correspondent Curaçao en daarna als redactiecoördinator van Caribisch Netwerk in Hilversum.
- NTR-journalist John Samson verzorgt de verslaggeving van politiek Den Haag en de politiek in de Caribische gemeenten voor Caribisch Netwerk. Hij maakte eerder podcasts en verschillende discussieprogramma’s van de NTR voor NPO Radio 1.
- Aan het begin van de corona-pandemie werd op Aruba correspondent Sharina Henriquez onterecht gearresteerd. Dat gebeurde tijdens haar journalistieke werkzaamheden tijdens de avondklok. Het heeft tot Kamervragen geleid en een protestbrief vanuit de Nederlandse Vereniging van Journalisten.
- Curaçao-correspondent Dick Drayer van de NOS werkte voorheen ook voor Caribisch Netwerk.